# CNN Radio Argentina
CNN Radio Argentina es una cadena de radio argentina que transmite desde la Ciudad Autónoma de Buenos Aires.
Forma parte de la cadena internacional de radio que lleva su mismo nombre y que posee filiales también en Bolivia, Brasil, Costa Rica, Dominicana, Ecuador, El Salvador, Guatemala, Honduras, México, Panamá, Paraguay, Puerto Rico, Uruguay y Perú .

## Historia
Comenzó a transmitir en el Gran Buenos Aires el 11 de marzo de 2019 bajo la licencia que pertenecía a Radio Belgrano (antes Radio Nacional, Radio 9, La Nueve50 y Radio Libertad), propiedad de Radio Libertad S.A. (luego Argentinos Media S.A.) Su programación se emite en más de 47 repetidoras en el interior del país.
Su programación es totalmente periodística, integrada entre otros por José Antonio Gil Vidal, Pia Shaw, Nacho Girón, Federico Seeber, Mariana Arias, Hernan Harris, Julieta Tarres, Nacho Juliano y Pablo Giralt.